# چارلز والنسی
چارلز والنسی (انگلیسی: Charles Vallancey; ۶ آوریل ۱۷۲۱ – ۸ اوت ۱۸۱۲) عتیقه‌شناس و افسر اهل پادشاهی متحد بریتانیای کبیر و ایرلند بود.
وی افسر و نقشه بردار ارتش بریتانیا بود که به ایرلند اعزام شد. او در آنجا ماند و به مرجعی در زمینه آثار باستانی ایرلند تبدیل شد. برخی از نظریه‌های او امروزه رد می‌شوند، اما به عنوان مثال، نقاشی‌های او در مقایسه با آثار باستانی موجود، بسیار دقیق بودند. نقاشی‌های دیگر، مانند نمودار او از تالار ضیافت در تارا و تاج گمشده پادشاه اعظم ایرلند، قابل تأیید نیستند، زیرا نسخه‌های خطی و مطالبی که او استفاده کرده دیگر وجود ندارند.